# 中国共产党第三次全国代表大会
中国共产党第三次全国代表大会于1923年6月12日至20日在广州召开。来自全国各地及莫斯科的代表近40人代表参加大会，代表全国420名党员。
1923年6月上旬，毛澤東離開上海到廣州，參加中共「三大」預備會議，由陳獨秀主持，李大釗、張國燾、譚平山、蔡和森、陳潭秋、羅章龍和共產國際代表馬林等出席，馬林傳達共產國際關於國共合作問題之意見，報告國際形勢，會議討論中央委員人選和起草「三大」各個決議案:113。6月12日至6月20日，毛澤東同朱少連作為湘區黨組織代表，出席在廣州東山恤孤院後街31號（现恤孤院路3号）召開之中共第三次全國代表大會:113-114。

## 议程
大会的主要议程有三项：一、讨论党纲草案；二、讨论同国民党建立革命统一战线问题；三、选举党的中央执行委员会。
会议的中心议题是讨论与中国国民党合作、建立革命统一战线的问题。陈独秀在报告中，着重说明了中国共产党决定和国民党建立革命统一战线的依据和过程。代表们就共产党员以个人身份加入国民党、建立革命统一战线的问题进行了热烈的讨论。毛澤東在大會上發言，介紹湖南農民和工人運動之情況，強調農民問題之重要意義；大會通過《關於國民運動及國民黨問題的議決案》，決定中國共產黨員以個人名義加入中國國民黨，但仍舊保存並努力擴大中國共產黨之組織；大會選出由9名委員、5名候補委員組成之中央執行委員會:113-114。
大会选举陈独秀、蔡和森、李大钊、谭平山、王荷波、毛泽东、朱少连、项英、罗章龙等9人为中央委员，邓培、张连光、徐梅坤、李汉俊、邓中夏5人为候补中央委员。中央執行委員會選出陳獨秀、毛澤東、羅章龍、蔡和森、譚平山（后由于谭平山调职，改为王荷波）5人組成中央局；陳獨秀為中央局委員長，毛澤東為中央局秘書，協助委員長處理中央日常工作；會後，毛澤東同陳獨秀、李大釗、蔡和森、向警予等留在廣州:113-114。大會通過之《中國共產黨中央執行委員會組織法》規定：「秘书负責本党内外文书及通信及开会記錄之责任，并管理本党文件。本党一切函件须由委员长及秘书签字。」:114
中共三大结束的当天，代表们来到黄花岗烈士墓前，在瞿秋白的指挥下高唱《国际歌》，于是会议结束。

## 出席代表
根据瞿秋白日记中记载的陈独秀当选票数、以及某项提案的表决结果可知，当时具有表决权的代表至少有40人，但如今能够明确身份的代表仅有38人：
于树德、王用章、王仲一、王俊、王荷波、邓培、邓中夏、陈独秀、李大钊、毛泽东、向警予、朱少连、刘天章、刘仁静、刘尔崧、阮啸仙、孙云鹏、杨德甫、何孟雄、沈茂坤、张连光、张国焘、张德惠、陈天、陈为人、张太雷、冯菊坡、陈潭秋、蔡和森、瞿秋白、林育南、罗章龙、金佛庄、项英、袁达时、徐梅坤、高君宁、谭平山
存疑：恽代英、李立三

## 会议成果
中共三大根据共产国际的指示，正式确定了共产党员以个人身份加入国民党，与国民党进行党内合作的策略方针。
中共三大之后，在中国共产党的推动下，孙中山对國民黨进行了改组，确定了联俄、容共、扶助农工的三大政策，召开了国共合作的中国国民党第一次全国代表大会，第一次国共合作正式建立，國共雙方聯手參加北伐战争。
从此次大会开始，每次中國共產黨全國代表大會及地方各級代表大會閉幕時，和中國共產黨的重大活動結束時，都會演奏《國際歌》。